# Freiheits-Lieder
Freiheits-Lieder ist ein Walzer von Johann Strauss (Sohn) (op. 52). Das Werk wurde am 28. Mai 1848 bei einem Volksfest im Casino Zögernitz, Oberdöbling (heute: Wien, 19. Bezirk) erstmals aufgeführt.